# Heinkel HD 20
L'Heinkel HD 20 era un aereo bimotore biplano da osservazione e scoperta sviluppato dalla Ernst Heinkel Flugzeugwerke.

## Storia del progetto
L'Heinkel HD 20 (la sigla HD corrisponde alle iniziali delle parole tedesche "Heinkel Doppeldecker" ossia biplano) è stato il secondo bimotore in assoluto sviluppato dalla Heinkel.
L'aereo ed era dotato di due motori raffreddati ad aria Wright Whirlwind dalla capacità di 200 cavalli (149 kW) ed effettuò il suo primo volo nel 1926. Il velivolo era progettato per essere utilizzato principalmente per l'osservazione e fotoricognizione. Il carrello principale era dotato dell'innovativa soluzione per l'epoca di avere sospensioni diverse per ciascuna ruota evitando la barra trasversale che avrebbe ostacolato l'osservazione verso il basso. Nel pavimento della cabina di guida erano installate quattro fotocamere rivolte verso il basso. L'equipaggio previsto era di tre persone disposte in tandem.